# 駄知線
駄知線（日语：／）是一條曾經連接岐阜縣土岐市土岐市站至東駄知站之間，由東濃鐵道營運的鐵路線。在1972年由於受到昭和47年7月暴雨關係使暫停營運，在1974年廢除。

## 歷史
在大正時代於駄知町內，為了運送該處的陶器原材料製成品，經營陶瓷業務的籠橋休兵衛計劃敷設駄知鐵道。對於國鐵中央本線建設時的走線，當時特別在駄知地區，曾經掀起一場激烈的運動，要求把鐵路計劃走線改為陶器產地路線「岐阜縣惠那郡大井（現：惠那）- 惠那郡陶 - 岐阜縣土岐郡駄知 - 土岐郡下石 - 土岐郡笠原 - 愛知縣東春日井郡瀨戸」，但是最後駄知町決定採取使用現時的路線，把沿線的陶器運往中央本線車站。當時計劃把鐵路線連接至最近駄知的瑞浪站，但是由於資金不足而沒有得到許可。後來得到也是陶器生產地下石町等的協助下，建設了現時的路線。

### 水災至路線廢除
在1972年（昭和47年）7月9日至同月13日連日暴雨下，使岐阜縣內發生雨災，當中災情最嚴重包含駄知線沿線的東濃地方。在13日清晨，土岐市至神明口之間的土岐川橋樑被暴雨所引發的暴洪而被沖走。當日起，駄知線全線暫停營運，使用巴士代行。
當初東濃鐵道考慮進行復修，因此把駄知線的所有車輛和各種鐵路設施繼續保存和進行維護。但是由於復修金額龐大，加上受到當時機動化的影響，鐵路部門的獲利能力變行困難。在考慮成本效益後，決定不進行復修。在暫停營運2年多後，於1974年（昭和49年）10月21日把全線廢除。
在廢線後，東濃鐵道只剩下笠原線一條鐵路線。但是在數年後，笠原線也被廢除，東濃鐵道退出鐵路業務。但是公司名稱沒有因此而改變，繼續提供巴士業務。在廢線後，東駄知站、下石站變成了巴士迴旋路，新土岐津站變成了東濃鐵道的月租停車場。在駄知站於2019年9月前曾經成為東濃鐵道土岐營業所。現時該營業所已廢除，只剩下車票販賣處。駄知線部分遺址進行工程後，變成了行人路。

### 年表
- 1918年（大正7年）8月7日 - 以輕便鐵道法（日语：軽便鉄道法）批出鐵路許可予駄知輕便鐵道（土岐郡泉町至同郡駄知町），發起人代表為籠橋休兵衛[3]
- 1919年（大正8年）
  - 3月28日 - 駄知鉄道株式會社成立（社長：籠橋留次郎，為休兵衛的養子）[4][5][6]
  - 4月10日 - 登記公司成立
- 1922年（大正11年）
  - 1月11日 - 駄知鐵道新土岐津（第一代）至下石之間（4.7公里）開通（動力：蒸氣）[7]
  - 10月10日 - 下石至山神之間（2.8公里）開通[8]
- 1923年（大正12年）1月22日 - 山神至駄知之間（1.6公里）開通[9]
- 1924年（大正13年）9月28日 - 駄知至東駄知之間（1.3公里）開業，全線開通[10]
- 1928年（昭和3年）3月1日 - 在土岐津站內延伸0.2公里。而省線聯絡站新土岐津站向駄知一方遷移0.5公里[11]。
- 1929年（昭和4年）
  - 1月 - 使用汽油作為列車動力得到許可。
  - 4月15日 - 神明口站啟用。
- 1932年（昭和7年）3月18日 - 小川町停留場啟用。
- 1942年（昭和17年） - 駄知至東駄知之間的客運業務暫停[12]
- 1944年（昭和19年）
  - 3月1日  - 與笠原鐵道等公司合併為東濃鐵道。成為東濃鐵道駄知線。
  - 4月19日  - 申請把小川町停留場暫停營業（5月10日批准）
- 1945年（昭和20年）5月23日  - 申請把新土岐津站和小川町停留場暫停營業[注 1]
- 1950年（昭和25年）7月1日 - 全線電氣化。
- 1965年（昭和40年）7月1日 - 土岐津站改名為土岐市站。國鐵的土岐津站也同日改名。
- 1972年（昭和47年）7月13日 - 受到昭和47年7月暴雨（日语：昭和47年7月豪雨），使鐵橋被沖走。全線暫停營運。
- 1974年（昭和49年）10月21日 - 暫停營業中的駄知線全線廢除。

## 路線資料
資料截至廢線一刻
- 路線距離（營業距離）：10.4公里
- 軌距：1067毫米
- 車站數目：7座
- 雙線區間：沒有（全程單線）
- 電氣化區間：全線（直流1500伏特）
  - 下石變電站，2部水銀整流器（500kW）[13]
- 閉塞方式：電氣路籤閉塞（土岐市 - 駄知之間）、單票閉塞（駄知 - 東駄知之間）[14]

## 運輸資料
截至1962年（昭和37年）
客運列車
上下行各20班（當中上行1班行走於土岐津 - 駄知之間，上下行各1班行走於土岐津 - 下石之間），另外上下行各2班行走於駄知 - 東駄知（出廠/回廠列車）
全線行車時間約25分鐘
貨運列車
上下行各4班

## 運輸業績
| 年度 | 客運量（人） | 貨運量（公噸） | 營業收入（日圓） | 營業支出（日圓） | 利潤（日圓） | 其他收入（日圓） | 其他支出（日圓）              | 支付利息（日圓） | 政府補貼（日圓） |
| ---- | ------------ | -------------- | ---------------- | ---------------- | ------------ | ---------------- | ----------------------------- | ---------------- | ---------------- |
| 1922 | 192,578      | 25,263         | 39,994           | 34,226           | 5,768        |                  |                               |                  |                  |
| 1923 | 255,423      | 68,493         | 89,046           | 74,792           | 14,254       |                  |                               | 6,611            | 25,529           |
| 1924 | 264,344      | 78,659         | 104,320          | 63,713           | 40,607       |                  | 雜項損壞3,562                 | 43,749           | 47,513           |
| 1925 | 269,817      | 88,677         | 106,510          | 79,558           | 26,952       |                  |                               | 42,280           | 49,423           |
| 1926 | 258,118      | 81,568         | 102,944          | 75,085           | 27,859       |                  | 243                           | 43,241           | 51,005           |
| 1927 | 236,564      | 89,847         | 101,519          | 73,414           | 28,105       |                  | 雜項損壞3,285                 | 34,417           | 51,538           |
| 1928 | 264,699      | 101,065        | 119,409          | 75,913           | 43,496       |                  | 雜項損壞9,326                 | 30,736           | 41,970           |
| 1929 | 261,456      | 102,692        | 111,564          | 90,830           | 20,734       |                  | 雜項損壞1,920                 | 26,880           | 58,070           |
| 1930 | 225,139      | 80,489         | 83,671           | 73,324           | 10,347       |                  | 雜項損壞176                   | 24,016           | 60,399           |
| 1931 | 202,006      | 83,317         | 77,335           | 61,615           | 15,720       |                  | 雜項損壞1,369汽車1,399        | 21,768           | 52,707           |
| 1932 | 178,141      | 97,804         | 77,321           | 57,844           | 19,477       |                  | 雜項損壞與折舊16,482汽車1,496 | 18,010           | 22,057           |
| 1933 | 203,888      | 118,940        | 90,039           | 53,506           | 36,533       |                  | 雜項損壞與折舊18,897汽車1,747 | 15,775           |                  |
| 1934 | 216,536      | 127,715        | 95,403           | 64,554           | 30,849       |                  | 雜項損壞與折舊14,828汽車833   | 14,721           |                  |
| 1935 | 232,521      | 124,157        | 93,431           | 65,727           | 27,704       |                  | 1,598雜項損壞與折舊13,402     | 13,939           |                  |
| 1936 | 251,537      | 129,555        | 99,335           | 64,996           | 34,339       |                  | 雜項損壞與折舊16,194汽車2,142 | 15,879           |                  |
| 1937 | 284,632      | 132,942        | 101,616          | 71,517           | 30,099       | 汽車327          | 雜項損壞22,037汽車5,331       | 14,787           | 2,844            |
| 1939 | 375,160      | 160,158        |                  |                  |              |                  |                               |                  |                  |
| 1941 | 644,920      | 183,556        |                  |                  |              |                  |                               |                  |                  |
| 1943 | 929,300      | 183,228        |                  |                  |              |                  |                               |                  |                  |
| 1945 | 1,788,871    | 78,601         |                  |                  |              |                  |                               |                  |                  |

- 資料來自各年度版《鐵道省鐵道統計資料》、《鐵道統計資料》、《鐵道統計》及《國有鐵道陸運統計》。

## 車輛

### 電氣化前

#### 蒸氣機車
1形 (No.1, 2)
駄知鐵道向雨宮製作所購入20公噸級C形蒸氣機車。在電氣化後變為後備機車。
11形 (No.11)
前日本國鐵2850形蒸氣機車 (2850) 。在1923年（大正12年）接收。在1938年（昭和13年）11月轉讓至日曹炭礦天鹽礦業所專用鐵道。
3形　(No.3)
前日本國鐵1225形蒸氣機車 (1225) 。在1920年（大正9年）由白棚鐵道向日本車輛製造購入的全新蒸氣機車。在1950年（昭和25年）從建設省轉讓至東濃鐵道。

#### 客車
HaFu1、2
在駄知鐵道開業時從鐵道省購入兩架客車。原本兩架客車分別在明治16年和21年於神戶工場製造，編號分別為Ro509、514。後來改裝為守車於轉入此線服役。在1943年下半期製造了新車身。在電氣化後的1952年（昭和27年）被退役。HaFu2被轉議至大阪窯業水泥。
Ha3、4
在1923年（大正12年）從愛知電氣鐵道收入的客車（68、69）。原本兩架客車分別為鐵道省的IRo310和311。在1939年（昭和14年）退役，並賣給鹿本鐵道。
Ha5
在1927年（昭和2年）從揖斐川電氣購入的客車（Ha28）。原本該客車是養老鐵道（第一代）啟用時，從南海鐵道購入、Ha53在1899年由日本車輕製造製造）。在電氣化後的1952年（昭和27年）被退役。HaFu2被轉議至大阪窯業水泥。

### 電氣化後

#### 電力機車
ED1000形 (ED1001)
在電氣化時新製造，由東芝製造的凸形電氣機車。但是，此機車的引擎蓋部分與其他私鐵的東芝戰時型機車有所不同。此機車一直服役至許廢線一刻。

#### 電動列車
MoHa100形、KuHa200形
MoHa101和102在1950年（昭和25年）由東濃鐵道向東芝購入的全新列車。KuHa201至203是從國鐵購入，這批列車是原本是私鐵車輛，在戰時被國鐵收購（前南武鐵道100形）。在廢線後，所有列車轉讓給[[高松琴平電氣鐵道}}た。
MoHa110形、KuHa210形
前西武鐵道MoHa151形、KuHa1151形。在1964年（昭和39年）和1966年（昭和41年）二度轉讓至東濃鐵道。共有兩抽列車，分別是MoHa111-KuHa211和MoHa112-KuHa212。在廢線後，MoHa111-KuHa211被轉讓給總武流山電鐵（現時：流鐵），MoHa112-KuHa212轉讓給名古屋鐵道（名鐵）。

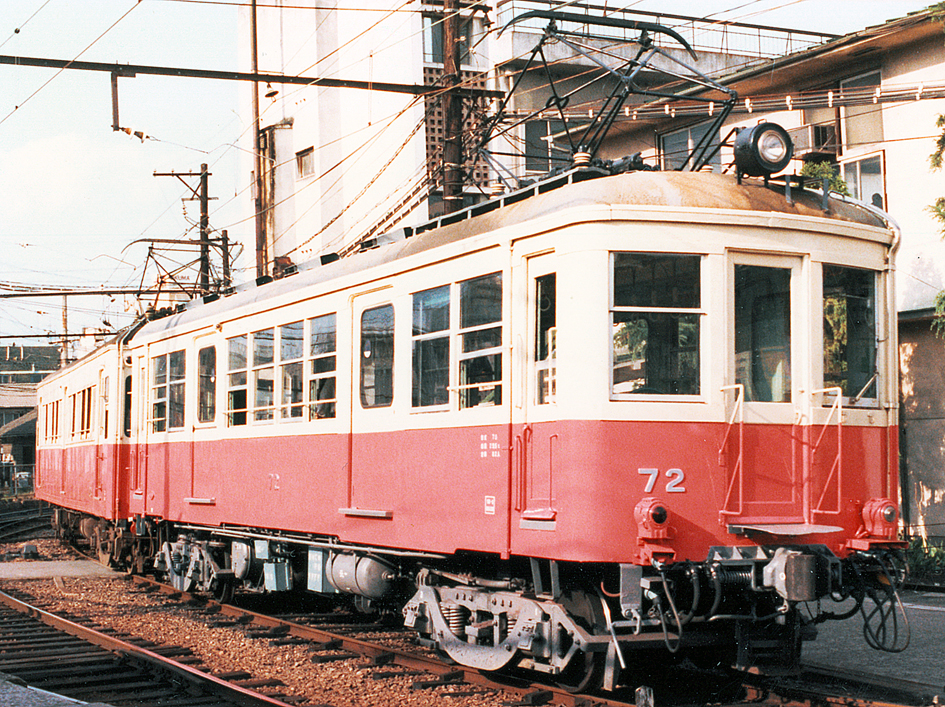
轉讓至琴電後的MoHa100形（瓦町站）
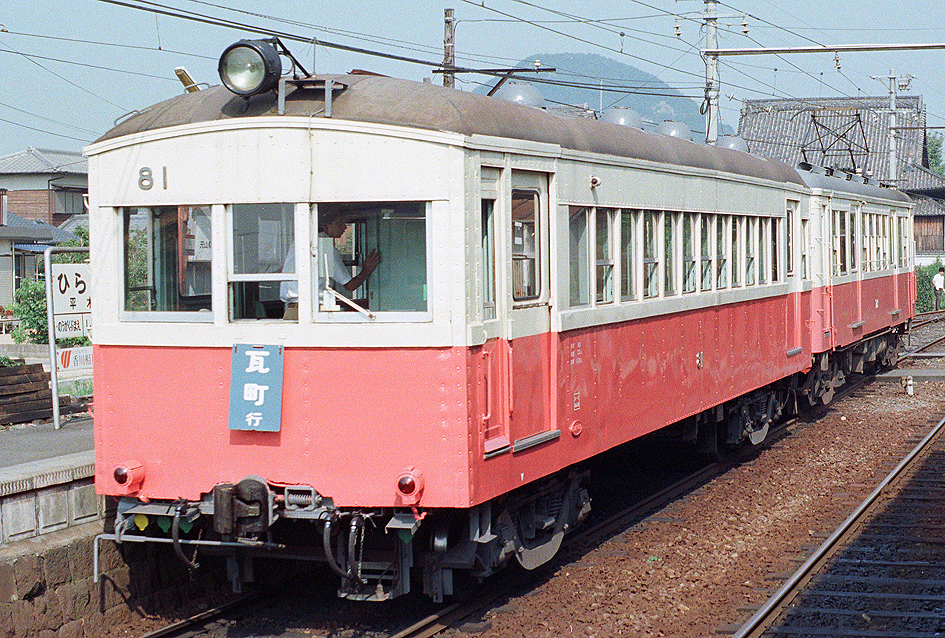
轉讓至琴電後的KuHa200形（平木站）

## 車站列表
- 車站名稱、營業距離截至廢除一刻[18]。
- 所有車站都是在岐阜縣土岐市內（在1955年2月1日，各町合併後成立土岐市）。

| 中文站名     | 日文站名 | 英文站名      | 站間距離  | 營業距離 | 接續路線               | 所在地     |
| ------------ | -------- | ------------- | --------- | -------- | ---------------------- | ---------- |
| 土岐市       |          | Tokishi       | -         | 0.0      | 日本國有鐵道：中央本線 | 土岐津地區 |
| （新土岐津） |          | Shintokitsu   | (0.7)     | (0.7)    | 在1952年前廢除         | 土岐津地區 |
| 神明口       |          | Shinmeiguchi  | 1.1 (0.4) | 1.1      |                        | 土岐津地區 |
| 土岐口       |          | Tokiguchi     | 0.9       | 2.0      |                        | 土岐津地區 |
| 下石         |          | Oroshi        | 2.7       | 4.7      |                        | 下石地區   |
| 山神         |          | Yamagami      | 2.8       | 7.5      |                        | 下石地區   |
| 駄知         |          | Dachi         | 1.6       | 9.1      |                        | 駄知地區   |
| （小川町）   |          | Ogawachō      | (0.7)     | (9.8)    | 在1946年前廢除         | 駄知地區   |
| 東駄知       |          | Higashi-Dachi | 1.3 (0.6) | 10.4     |                        | 駄知地區   |

## 注腳